# Святые узы брака
«Святые узы брака» (англ. Holy Matrimony) — кинофильм режиссёра Леонарда Нимоя. В фильме рассказывается история о прекрасной воровке, прячущейся в небольшой изолированной религиозной общине, которая выходит замуж за мальчика для того, чтобы получить спрятанные деньги.

## Сюжет
Молодая пара, Гавана и Питер, совершив ограбление, бежали в Канаду в общину гуттеритов, где вырос Питер. Там они женятся, так как того требуют обычаи общины. Питер прячет награбленное в тайник, но погибает в автомобильной аварии. По обычаям общины намного младший брат Питера Зик обязан жениться на вдове брата. Зик ненавидит Гавану, так как считает, что она повлияла на поведение брата, и догадывается, что Питер от неё что-то спрятал. В тайнике он находит деньги и вырезку из газеты с упоминанием Питера, как главного подозреваемого в ограблении. Зик прячет купюры по дому (на клумбе), чтобы заставить Гавану хоть немного заняться хозяйством. Позже Зик всё рассказывает старейшинам общины, и те решают, что деньги надо вернуть законным владельцам. Зик и Гавана (которая утверждает, что невиновна) отправляются в США на поиски хозяев денег. В конце концов они забывают о вражде и начинают защищать друг друга. Когда Гавана целует Зика на прощанье, он ей обещает вернуться и поцеловать по-настоящему, когда вырастет.

## В ролях
| Актёр                | Роль           |
| -------------------- | -------------- |
| Патрисия Аркетт      | Гавана         |
| Джозеф Гордон-Левитт | Иезекиль (Зик) |
| Армин Мюллер-Шталь   | Вильгельм      |
| Тейт Донован         | Питер          |
| Джон Шак             | Марковски      |
| Луи Смит             | Орна           |
| Кортни Б. Вэнс       | Купер          |
| Джеффри Нордлинг     | Линк           |
| Ричард Рил           | Грисон         |
| Лори Алан            | Клеопатра      |